# 时雨光
时雨光是一个位于中国黑龙江省杜尔伯特县的湖泊，面积约为24平方千米。